# ماکس هیلر
ماکس هیلر (انگلیسی: Max Hilaire؛ زادهٔ ۶ دسامبر ۱۹۸۵) بازیکن فوتبال اهل فرانسه است.
از باشگاه‌هایی که در آن بازی کرده‌است می‌توان به اشاره کرد.
وی همچنین در تیم ملی فوتبال هائیتی بازی کرده‌است.